# 二色锦鸡儿
二色锦鸡儿（学名：Caragana bicolor）为豆科锦鸡儿属下的一个种。种名 bicolor 意为“二色的”。